# Hedvig af Petersens
Hedvig Amalia af Petersens, född 18 oktober 1875, död 11 november 1961 i Lund, var en svensk journalist, författare och litteraturforskare.

## Biografi
Hedvig af Petersens växte upp på Flyinge kungsgård i Skåne som dotter till August af Petersens, och fick en traditionell uppfostran till herrgårdsfröken. Av konventionella skäl tilläts hon inte studera vidare. 
Hon var medarbetare på Aftonbladet 1904–1905, och var då den sjätte kvinnan att anställas där, innan hon 1905 blev anställd på Stockholms Dagblad, där hon var den tredje kvinnan med fast anställning. Hon var engagerad där fram till 1911. 
Hon skötte Hemmets sida i Stockholms Dagblad, gjorde intervjuer och reportage, och bevakade bland annat rösträttskongressen i Köpenhamn 1906, 3rd Conference of the International Woman Suffrage Alliance. Under 1910 gjorde hon flera reportage som utrikeskorrespondent under en föreläsningsturné i svenskbygderna i USA. Hon beskrivs som gammaldags och reserverad, och var indragen i en segsliten konflikt med sin chef Tengwall. 1911 avslutade hon sin journalistkarriär för att ta hand om sin sjuka mor och därefter sin far. Hon var sedan verksam som frilans. År 1920 gjorde hon en resa till Australien, vilket resulterade i en föreläsningsturné och en bok. 
Från 1925 och framåt var hon verksam som litteraturforskare vid Lunds universitet. Hon var extra opponent och fick ett fondanslag för att forska i litteraturhistoria. Hon blev särskilt känd för sina verk om Tegnér.
Hedvig af Petersens är begravd på Norra kyrkogården i Lund.